# Gieorgij Wiekliczew
Gieorgij Iwanowicz Wiekliczew (ros. Георгий Иванович Векличев, ur. 1898, zm. 1938) – radziecki oficer polityczny, komisarz armijny II rangi. 
Członek RKPb od 1918, od tego samego roku w Armii Czerwonej. Uczestnik wojny domowej w korpusie politycznym. Od 1923 szef oddziału politycznego dywizji strzeleckiej, od 1929 zastępca dowódcy korpusu strzeleckiego do spraw politycznych. W latach 1930-1936 członek Wojskowej Rady Rewolucyjnej – szef zarządu politycznego Moskiewskiego Okręgu Wojskowego, a w latach 1936–1937 Północnokaukaskiego Okręgu Wojskowego. 
W 1937 aresztowany i rozstrzelany.
W 1935 mianowany do stopnia komisarza armijnego II rangi .